# Михальський Тарас Романович
Тара́с Рома́нович Миха́льський (26 вересня 1980, м. Збараж Тернопільської області — 19 жовтня 2014, с. Сміле Слов'яносербського району Луганської області) — український військовик, оператор-навідник БМП 24-ї окремої механізованої бригади.

## Життєпис
Закінчив Збаразьку ЗОШ № 3 зі «срібною» медаллю та з відзнакою юридичний факультет ТНЕУ (нині - Західноукраїнський національний університет).
Останні 5 років Тарас Михальський жив у Гайсині на Вінниччині, де займався бізнесом. Був активним учасником подій на Майдані в Києві, в тому числі і 18—20 лютого. Влітку 2014 року добровольцем пішов служити у ЗСУ. 21 серпня прибув на полігон у Новояворівськ. Добровольцем пішов боронити Україну. З початку вересня виконував бойові завдання на блокпості біля Трьохізбенки на Луганщині.
За деякий час до того Володимир Голоднюк (батько Устима Голоднюка) у Штабі національного спротиву в м. Збаражі екіпірував двох добровольців, які збирались на Схід. Один із них, боєць козацької статури — Тарас Михальський.
Створити власну родину Тарас, на жаль, не встиг. Піклувався про племінників Олександра та Настю — дітей брата Івана.
Зі спогадів друга Романа Токарчука з Гайсина Вінницької області:
|  | — Тарас був надійним і вірним другом, дуже доброю людиною, допомагав всім, нікому, хто до нього звертався, не відмовив. Найвищою цінністю була Батьківщина. За Україну він був готовий відати життя. Він був завзятим, справжнім патріотом України. Дуже любив козацьку добу, навіть замовив у художника величезну картину із зображенням козака з шаблюкою на коні, перечитав усі томи Дюма. Шість років він фанатично цікавився нумізматикою, зібрав унікальну колекцію монет, яку заповів передати племіннику і похреснику Олександру. |

Воїни з 24-ї механізованої бригади
Загинув 19 жовтня 2014 на «Бахмутській трасі» під час відбиття спроби прориву російських збройних формувань поблизу с. Сміле, коли разом із іншими військовослужбовцями їхав виручати бійців 32-го блокпосту, оточеного сепаратистами. БМП-2, в якій був Тарас, йшла третьою нашій колоні — попереду були БТР і танк. Дорогою поблизу села Сміле сепаратисти почали обстрілювати колону. Знищили спочатку БТР і танк, а потім протитанкова ракета влучила в бойову машину, всередині якої був Тарас, водій-механік і ще один боєць.
Після бою тіло не вдалось вивезти. Сепаратисти не віддавали останків загиблих бійців, прикопали їх з наміром виміняти, але згодом віддали. 28 жовтня з табличкою на хресті «неопізнаний солдат номер 325» його було поховано разом з іншими невідомими загиблими бійцями на цвинтарі у Старобільську на Луганщині. У січні упізнаний серед похованих за експертизою ДНК. Тіло земляка-героя допомогла знайти збаражанка Олена Дрібніцова, яка з дитинства товаришувала з Тарасом.
Зустрічали Героя у Збаражі ввечері 31 січня, після чого труну з тілом перевезли в церкву Успіння Пресвятої Богородиці. Поховали Тараса Михальського 2 лютого 2015 року поряд із могилою Героя України Устима Голоднюка. Чин похорону здійснив архієпископ Тернопільський, Кременецький і Бучацький Нестор у співслужінні з настоятелем Свято-Троїцького духовного центру м. Тернополя отцем Анатолієм Зінкевичем, настоятелем церкви Успіння Пресвятої Богородиці отцем Романом Сливкою та кількома десятками священиків церков Збаража і Збаразького району.

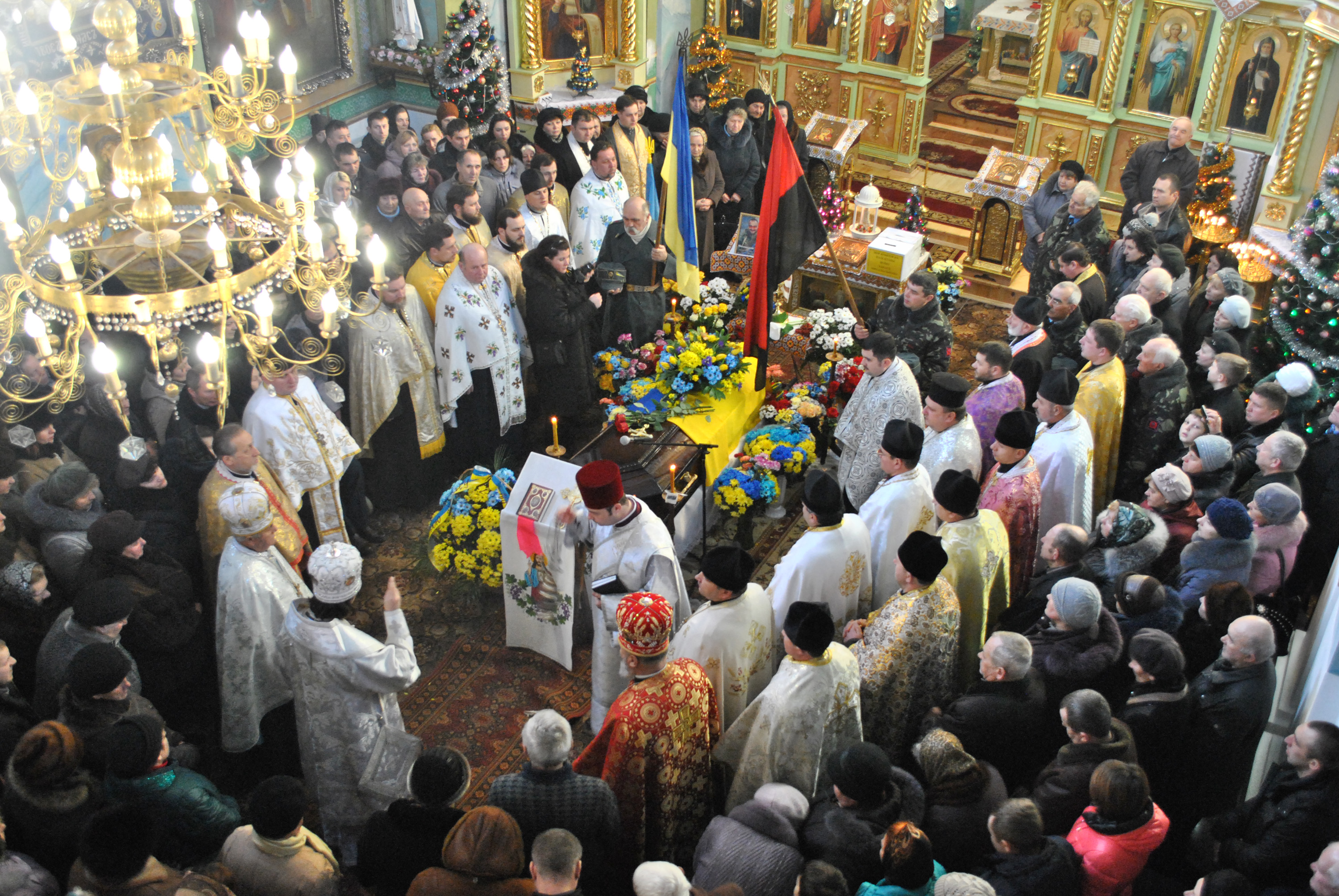
Панахида у Свято-Успенській церкві м. Збаража
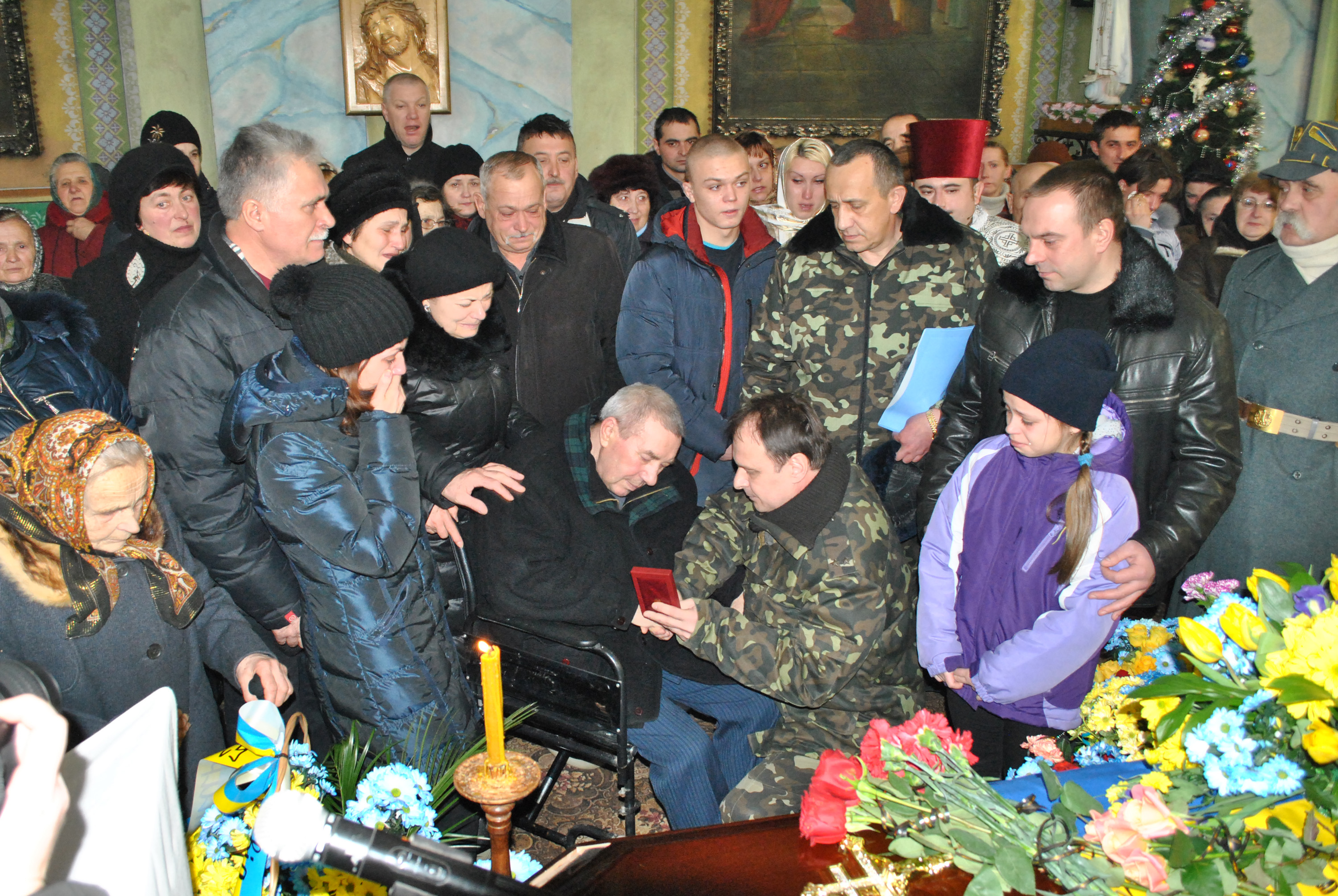
Орден «За мужність» вручають батькові Тараса
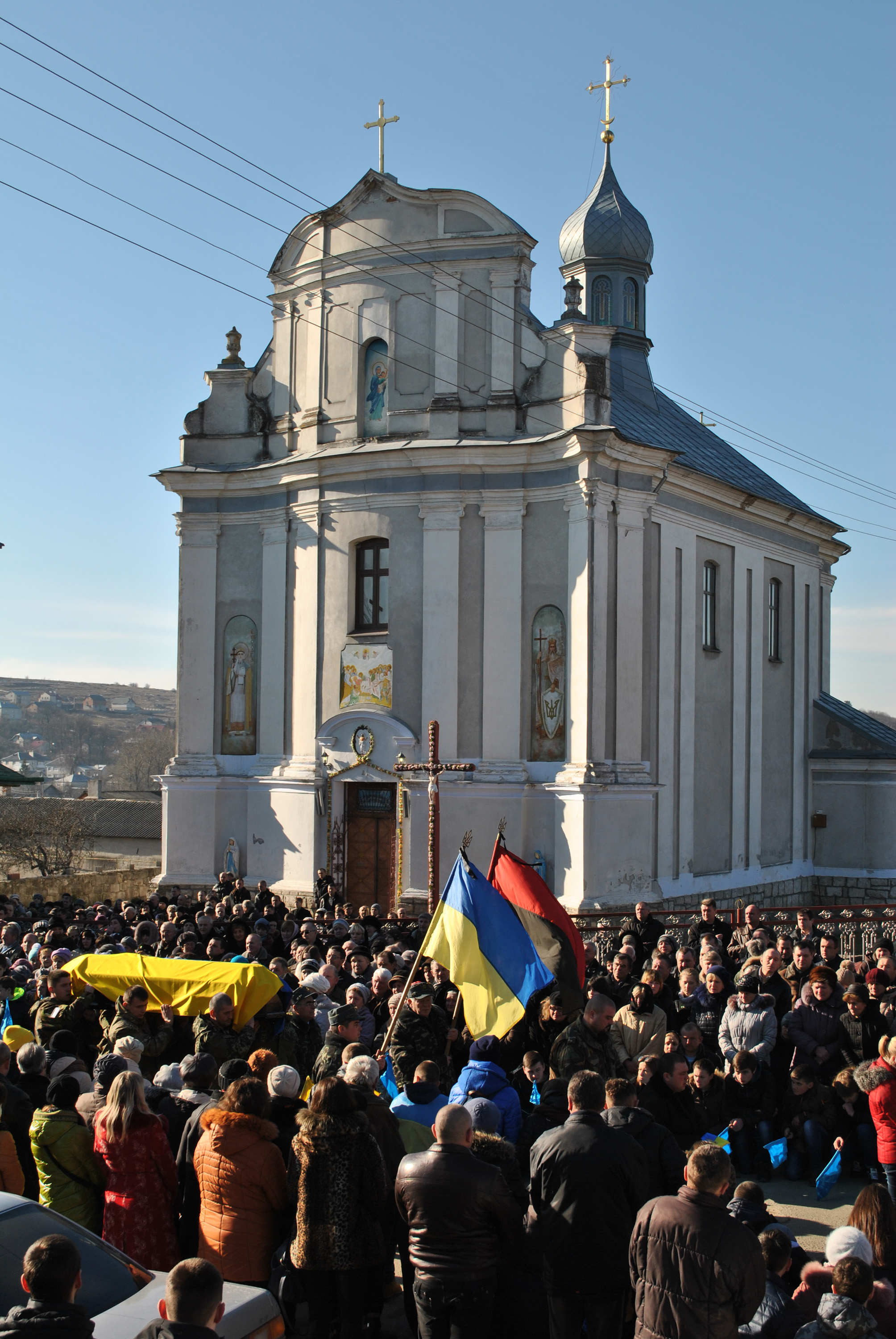
Похоронна процесія біля Свято-Успенської церкви
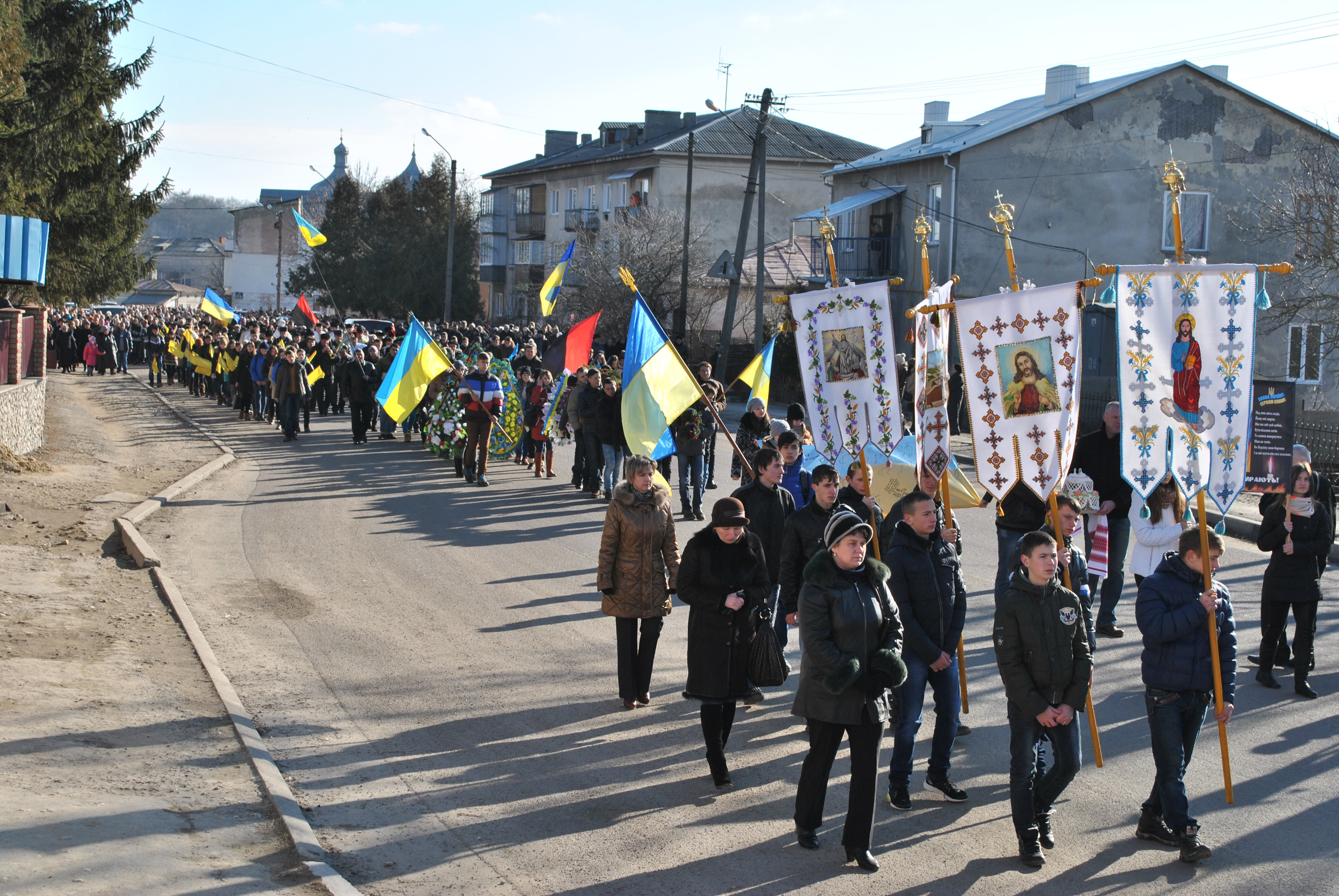
Похоронна процесія на вул. Грушевського
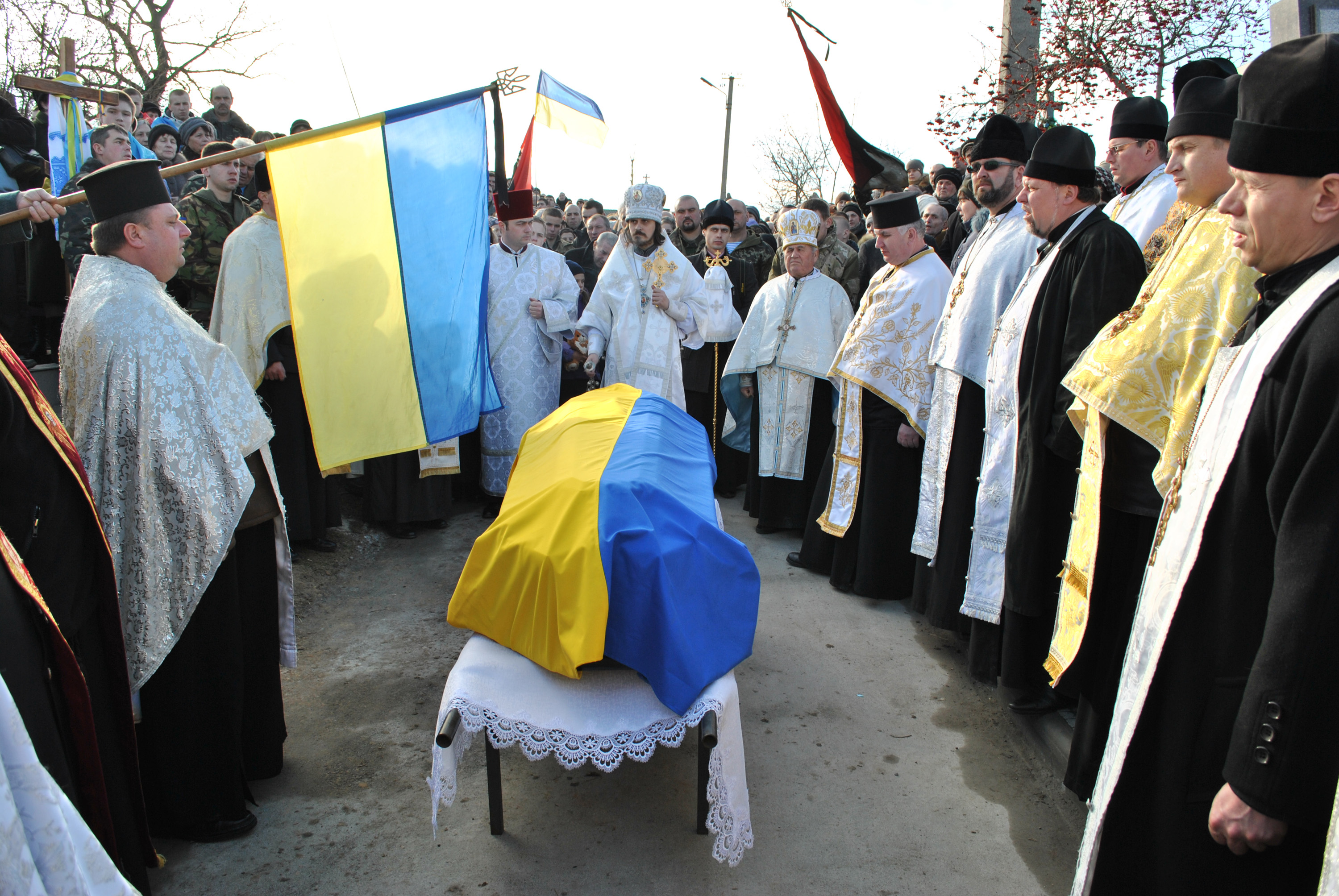
Панахида на цвинтарі
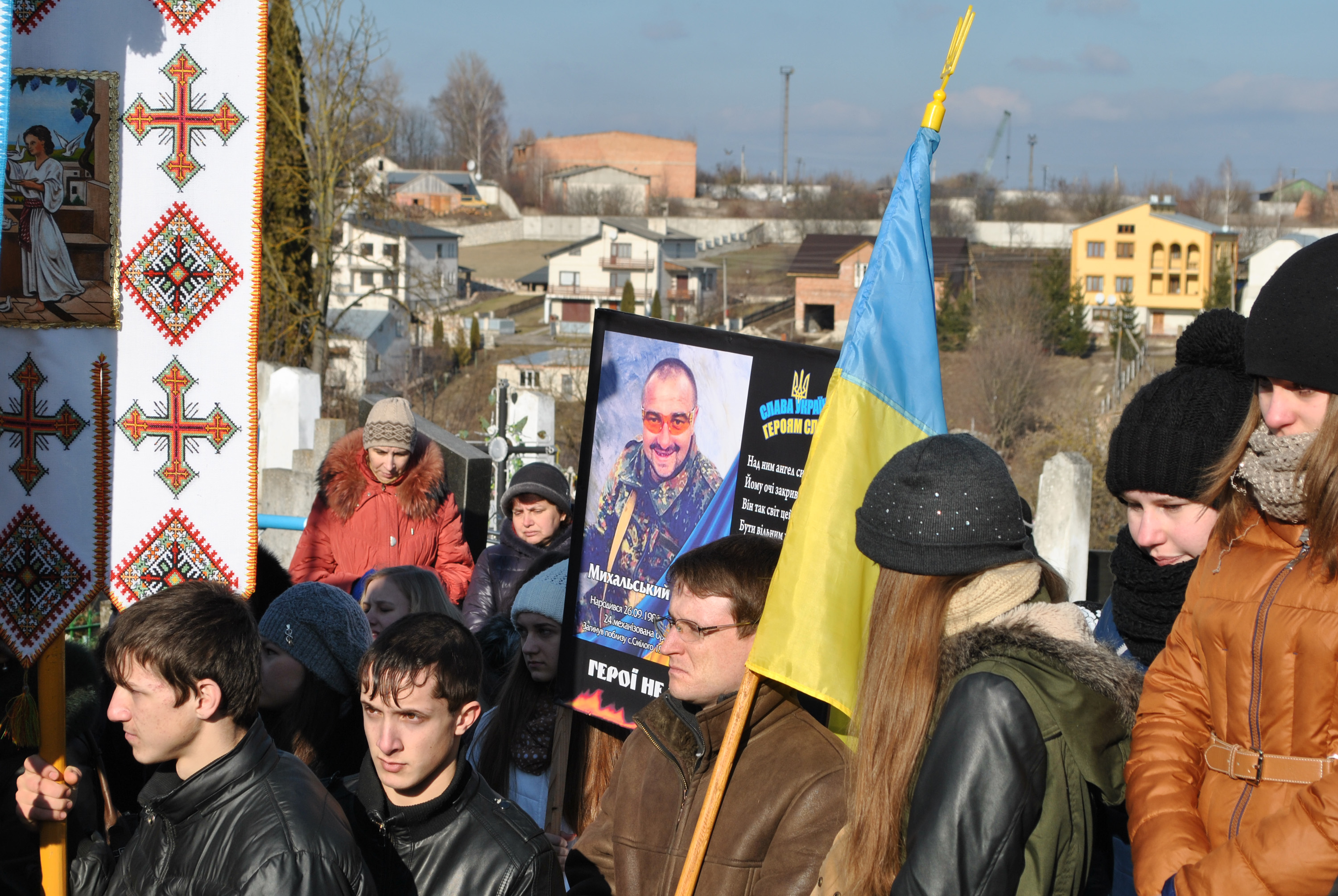
Молоді збаражани з портретом Тараса

## Відзнаки

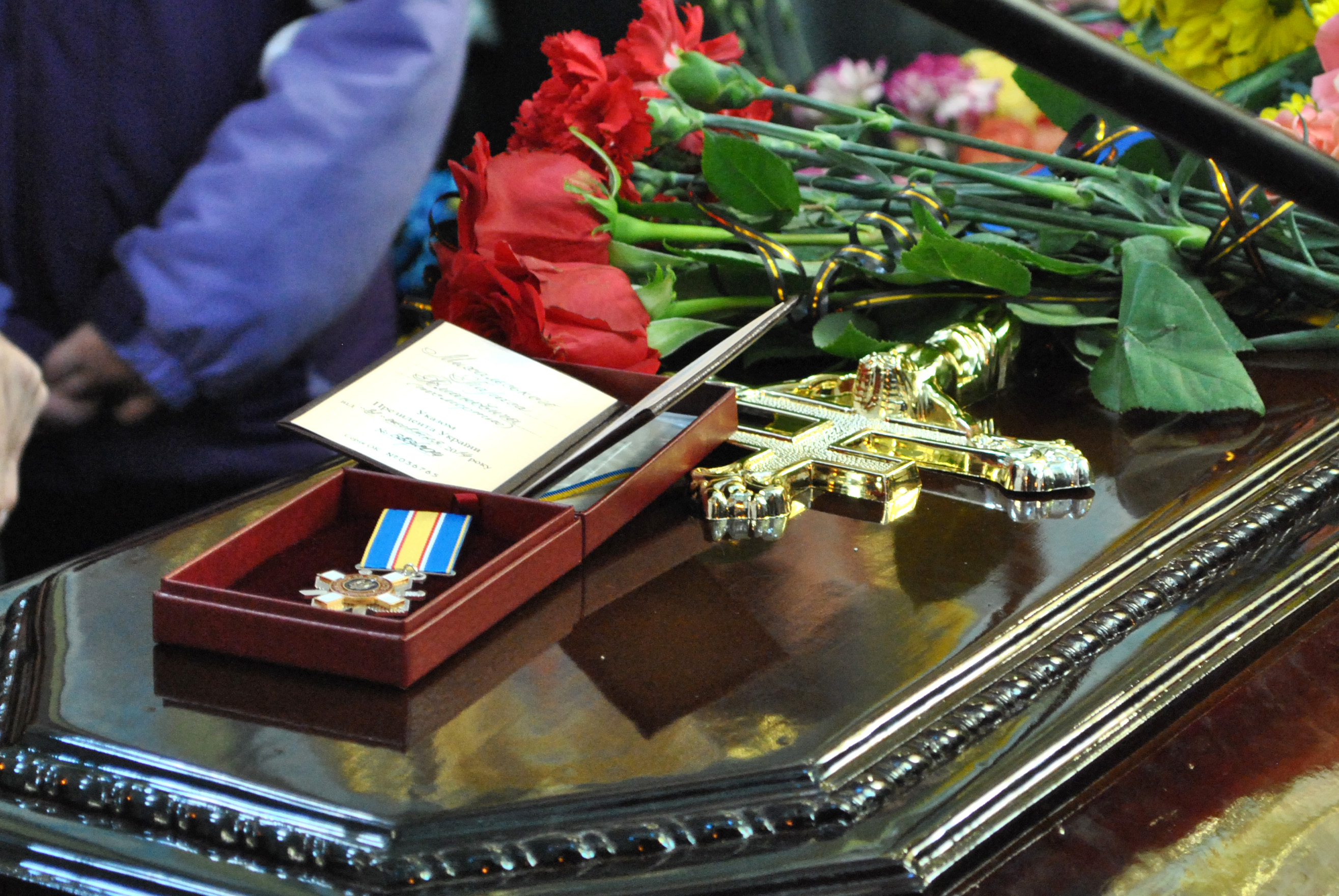
Орден «За мужність» Тараса Михальського

- Орден «За мужність» ІІІ ступеня — за особисту мужність і героїзм, виявлені у захисті державного суверенітету та територіальної цілісності України, вірність військовій присязі (посмертно)[3]. Орден сина батькові вручив т. в. о. заступник обласного військового комісара Анатолій Єднак у Свято-Успенській церкві 2 лютого 2015 року.
- Орден «За Україну, за її волю» Спілки бійців і волонтерів АТО «Сила України» — за мужність, самовідданість та зразкове виконання службових обов'язків, проявлені в боротьбі за незалежність України під час проведення АТО на Сході України[4].
- Звання «Почесний громадянин міста Збаража» — за незламність духу у відстоюванні національної ідеї, героїзм і самопожертву під час проведення антитерористичної операції на Сході України, який віддав своє життя в ім'я Вільної Незалежної України (посмертно, 29 квітня 2015 року, Збаразька міська рада)[5].
- почесний громадянин Тернопільської області (21 грудня 2022, посмертно)[6].